# Aéroterrestre
L'Aéroterrestre (airland battle) est une doctrine militaire américaine, créée dans les années 1980, qui combine les forces aériennes et terrestres. 
Cette doctrine consiste à séparer le front de ses soutiens à l'aide de l'aviation, pilonnant les axes logistiques, les passages stratégiques qui lient les premières lignes et les lignes arrière. Les forces terrestres attaquent les premières lignes ennemies, pendant que les forces aériennes rompent le lien avec les lignes arrière.